# 1779

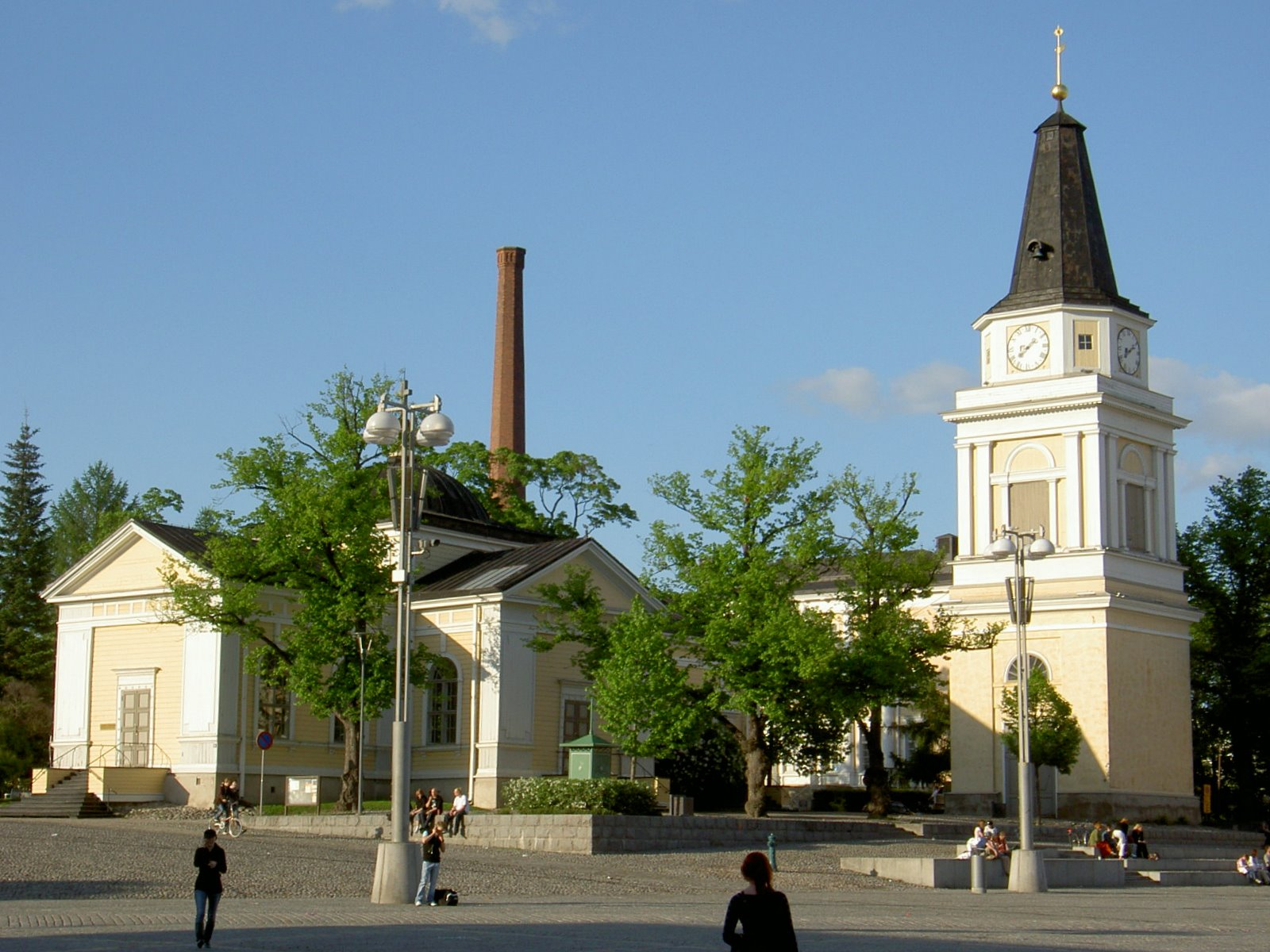
Tammerfors.

1779 (MDCCLXXIX) var ett normalår som började en fredag i den gregorianska kalendern och ett normalår som började en tisdag i den julianska kalendern.

## Händelser

### Januari
- 1 januari – Närkes och Värmlands län delas i Örebro län och Värmlands län.

### Oktober
- 1 oktober – Tammerfors i Finland får stadsprivilegium.

### Okänt datum
- Den svenske justitiekanslern Joachim Wilhelm Liliestråle avgår.
- Göran Magnus Sprengtporten säger upp sig från Savolaxbrigaden i Finland.
- Den svenske kemisten Carl Wilhelm Scheele framställer glycerin.
- Prästeståndet framlägger ett riksdagsförslag om en svensk allmän folkskola.

## Födda

### Första kvartalet

#### Januari
- 4 januari – Robert Henry Goldsborough, amerikansk politiker, senator 1813–1819 och 1835–1836. (död 1836)
- 14 januari – Joseph Kent, amerikansk politiker. (död 1837)
- 23 januari – Isaac C. Bates, amerikansk politiker, senator 1841–1845. (död 1845)

#### Februari
- 27 februari – Thomas B. Robertson, amerikansk politiker, guvernör i Louisiana 1820–1824. (död 1828)

#### Mars
- 11 mars – Jérôme-Martin Langlois, fransk målare. (död 1838)
- 31 mars – Georg Lankensperger, tysk vagnmakare. (död 1847)

### Andra kvartalet

#### April
- 2 april – Anders Åsberg, svensk snickare och allmogemålare. (död 1863)

#### Maj
- 13 maj – Jakob Salomon Bartholdy, preussisk diplomat. (död 1825)

#### Juni
- 11 juni – Bernhard von Lindenau, sachsisk politiker och astronom. (död 1854)
- 28 juni – Daniel Elliott Huger, amerikansk politiker, senator 1843–1845. (död 1854)

### Tredje kvartalet

#### Juli
- 5 juli – Elizabeth Philpot, brittisk fossilsamlare och paleontolog. (död 1857)
- 22 juli – Edward Lloyd, amerikansk politiker. (död 1834)

#### Augusti
- 20 augusti – Jöns Jacob Berzelius, svensk kemist, medlem av Svenska Akademien 1837. (död 1848)

#### September
- 6 september – Carl Gustaf Lindström, svensk skådespelare och operasångare. (död 1855)
- 12 september – Karl Cäsar von Leonhard, tysk geolog och mineralog. (död 1862)
- 16 september – Samuel D. Ingham, amerikansk politiker, USA:s finansminister 1829–1831. (död 1860)
- 19 september – Charlotta Aurora De Geer, svensk grevinna, hovdam (statsfru och överhovmästarinna), salongsvärd och opinionsbildare. (död 1834)

### Fjärde kvartalet

#### Oktober
- 15 oktober – Johan Olof Wallin, svensk psalmdiktare och präst, svensk ärkebiskop 1837–1839. (död 1839)

#### November
- 14 november – Adam Oehlenschläger, dansk poet och dramatiker. (död 1850)
- 19 november – Lovisa Charlotta av Mecklenburg-Schwerin, tysk prinsessa. (död 1801)

#### December
- 20 december – William Wilkins, amerikansk politiker. (död 1865)
- 23 december – Alexandre Louis Simon Lejeune, belgisk läkare och botaniker. (död 1858)

## Avlidna

### Första kvartalet

#### Januari
- 3 januari
  - Claude Bourgelat, 66, fransk veterinär.
  - Carl Gustaf Wrangel, 60, svensk friherre, militär och lagman.
- 20 januari – David Garrick, 61, brittisk skådespelare och teaterchef.
- 31 januari – Zenobia Revertera, 66, italiensk hertiginna och hovfunktionär.

#### Februari
- 7 februari – William Boyce, 67, brittisk kompositör.
- 14 februari – James Cook, 50, brittisk kapten och upptäckare.
- 27 februari – Johann Georg Sulzer, 58, tysk filosof och estetiker.
- 28 februari – Adriaan van Royen, 74, nederländsk botaniker.

#### Mars
- 4 mars – Heinrich Leopold Wagner, 32, tysk dramatiker.
- 8 mars – Gísli Magnússon, 66, isländsk biskop.

### Andra kvartalet

#### April
- 6 april – Tommaso Traetta, 52, italiensk kompositör.
- 11 april – Joseph de Jussieu, 74, fransk botaniker.
- 30 april – Johan Christopher Frenckell, 59, finländsk boktryckare.

#### Maj
- 3 maj – John Winthrop, 64, amerikansk astronom, fysiker och matematiker.
- 13 maj – Henrik XXIV av Reuss-Ebersdorf, 55, tysk greve.
- 26 maj – Johann Erichson, 78, svensk präst och bibliograf.

#### Juni
- 7 juni – William Warburton, 80, engelsk biskop.
- 17 juni – Jón Grunnvíkingur, 73, isländsk filolog.
- 28 juni – Martha Daniell Logan, 74, amerikansk botaniker.
- 29 juni – Gabriel Kolmodin, 71, svensk präst och riksdagsman.

### Tredje kvartalet

#### Juli
- 2 juli – Charlotta Högman, 59, svensk sångare.
- 12 juli – Jacob Jonas Björnståhl, 48, svensk orientalist och reseskildrare.
- 31 juli – Hans von Aphelen, 59, norsk lexikograf.

#### Augusti
- 15 augusti – Arvid Reinhold von Gardemein, 56, svensk militär.
- 26 augusti – Henrika Juliana von Liewen, 70, svensk friherrinna och hovdam.

#### September
- 2 september – Onno Zwier van Haren, 66, nederländsk författare.
- 6 september – Bjarni Pálsson, 60, isländsk läkare.
- 14 september – Antonio Pichler, 82, tyrolsk-italiensk ädelstenssnidare.
- 17 september – Christian Precht, 72, svensk konsthantverkare och mönstertecknare.

### Fjärde kvartalet

#### Oktober
- 11 oktober – Kazimierz Pułaski, 34, polsk militär.
- 27 oktober – Wacław Rzewuski, 72, polsk författare.

#### November
- 9 november – Carl Johan Cronstedt, 68, svensk greve och arkitekt.
- 16 november – Pehr Kalm, 63, svensk botaniker, präst och ekonomisk publicist.
- 18 november – Hans Friedrich Wohlert, 76, dansk kirurg.
- 19 november – Jacob Graver, svensk handelsman.
- 28 november
  - Wilhelm Sebastian von Belling, 60, preussisk militär.
  - Johan Risberg, 65, svensk kyrkomålare.
- 29 november – Anton Raphael Mengs, 51, tysk målare och konstteoretiker.

#### December
- 6 december – Jean-Baptiste-Siméon Chardin, 80, fransk målare.
- 11 december – Alessandro Albani, 87, italiensk kardinal och författare.
- 24 december – Augustus Hervey, 3:e earl av Bristol, 55, brittisk adelsman och sjömilitär.
- 25 december – Hans Gädda, 54, svensk magister, kyrkoherde och prost.[1]

### Fotnoter
1. ↑  Det hände i dag